# Бани Воронина
Фонарные бани или Воронинские бани или «Фонари» были построены в 1870—1871 годах во дворе доходного дома М. С. Воронина по проекту архитектора Павла Сюзора, славившегося активным внедрением технологических новинок в свои проекты. М. С. Воронин вложил 200 000 рублей в строительство бань. Банный комплекс осматривало Общество архитекторов. В 1872 году Сюзор получил за бани золотую медаль Политехнической выставки в Вене. Воронинские бани почти сразу после открытия привлекли всеобщее внимание жителей Санкт-Петербурга. Бани выделялись своим качеством в сравнении с другими существовавшими тогда в Петербурге общественными банями. За первые 10 лет в «Фонарях» побывало 433 тысячи человек. Они приобрели славу лучших бань в Европе.
Тем не менее Фонарные бани довольно быстро приобрели дурную славу из-за царившего там «свального греха» и массовых оргий, граница между женской и мужской частями часто становилась условной. Бани со своей паствой посещал Григорий Распутин.
Бани продолжали работать после революции и были переименованы в «Бани № 43». В советское время они пришли в упадок и растеряли роскошное убранство. Они работали до 2006 года и закрылись в связи с аварийным состоянием. Реконструкцию бань инициировала Валентина Матвиенко, посетившая развалины здания в 2007 году. Изначально реконструкция и открытие бань планировались в 2009 году. В 2010 году здание получил инвестор ООО «АРКУ С», однако реставрация бань растянулась на десятилетие. В 2021 году бани были снова открыты. После реставрации облик помещений был приближен к историческому, в нём восстановлены роскошные убранства, но без делений на четыре класса. После реставрации в помещениях открыли как классические русские бани, так и финскую сауну и хамам с делением на мужскую и женскую части. При заведении работает бар и ресторан.

## Технологии
При строительстве здания бань были использованы передовые технологии тех лет, сам хозяин бань Михаил Воронин был учёным, специализировавшимся на изучении грибков и лишайников, и свои бани хотел спроектировать так, чтобы они были защищены от грибков и эрозии из-за сырости. В частности, кладка строения была выполнена на недавно изобретённом цементе Роше, который выдерживал сырость. Своды были построены с применением портландского цемента, который становился только крепче от сырости. Стены в мыльных помещениях были обшиты палубной шпунтованной корабельной доской. Рамы для окон использовались деревянные с чугунными переплётами.
В установленных в помещении бассейнах можно было задавать уровень воды и её температуру. Вода в бассейны поступала из артезианского колодца, построенного специально для бань и встроенного в деревянный футляр глубиною в сотню сажен. В случае повреждения водопровода баня могла использовать запас воды в «десять тысяч вёдер».
Полы были сделаны из асфальта, так как асфальт считался не скользким для хождения босыми ногами. В помещении работала вентиляция, впускавшая согретый наружный воздух. Для бань были изготовлены особые печи с изразцовыми каменками. Вокруг самой крупной печи была установлена лавка для пожилых посетителей с «натруженными спинами». Котлы топили бездымным кардиффским углём. Сами каменки состояли только из выветренных валунов, которые не рассыпались при накаливании. В каменку также складывали чугунные ядра и железо. В каменки подавался душ для образования пара.
Помещения в банях освещались с помощью газовых бронзовых люстр, обеспечивавших помещения ярким освещением, что было технологическим новшеством для того времени. Помещения освещали 300 газовых рожков в форме люстр и бра.

## Обустройство помещений в XIX веке
Бани были поделены на четыре класса в зависимости от фешенебельности, за 3, 5, 8 и 15 копеек, чтобы заведение могли посещать почти все слои городского общества. Тем не менее, самый дешёвый класс был дорогим для бедняков, так как, помимо платы за вход, требовалось платить за дополнительные услуги вроде сохранения платья, веника и т. д.. Для князей был оборудован специальный номер из роскошно обставленных пяти комнат. У входа располагалась лестница, которую украшало чучело медведя, сохранявшееся до 1950-х годов. Вестибюль украшало окно с венецианскими матовыми стёклами с видом на Фонарный переулок. У окна стоял мраморный камин.
Фонарные бани, в отличие от других существовавших тогда торговых бань, были выполнены по образцу римских терм. Внутренние помещения бань были богато украшены фонтанами, сводчатыми потолками, посетители могли плавать в трёх мраморных бассейнах площадью в 50 квадратных аршин. Возможность плавать было роскошью для того времени, так как бассейны в других банях если и были, то не доступные для плавания. Над бассейном, располагавшимся в общих банях первого класса, было встроено зеркало. В банях также имелись особые душевые, в которых давался напор воды снизу. По задумке струи направлялись в те части тела, которые требовали лечения. На зиму бани запасали до 180 000 тысяч веников. Установленные в помещениях скульптуры были выполнены из терракоты знаменитым скульптором Давидом Иенсеном. Женские помещения были обставлены мебелью в стиле времён Людовика XVI.
Для обслуживания посетителей использовался крупный штат прислуги — около 50 человек. Все они были членами тверской артели, так как сам Воронин был уроженцем Тверской губернии. В Фонарных банях также впервые для подобных заведения были предусмотрены особые помещения для рабочих — цирюльников, парильщиков, кочегаров и машинистов. Банщиков вызывали с помощью воздушных звонков. В бане также работала знахарка для оказания соответствующих услуг.
При банях работала цирюльня. Пока посетители мылись, их одежду стирали и сушили в прачечной за одну копейку. Во дворе бань стояли ларьки, где можно было купить пряники, квас, веники, мочала и папиросы.